# Abdul Hakim
Abdul Hakim es una localidad de Pakistán, en la provincia de Punyab.

## Demografía
Según estimación 2010 contaba con 52.999 habitantes.